# Salpingotus thomasi
Salpingotus thomasi är en däggdjursart som beskrevs av Boris Stepanovich Vinogradov 1928. Salpingotus thomasi ingår i släktet Salpingotus och familjen hoppmöss. Inga underarter finns listade i Catalogue of Life.
Kroppslängden (huvud och bål) är cirka 57 mm, svanslängden är ungefär 105 mm och bakfötterna är cirka 23 mm långa. Djuret har ungefär 9 mm långa öron. Viktuppgifter saknas. Den främre delen av svansen är tjock och bakfötterna har tre tår. Ovanför tårna förekommer borstiga hår. Salpingotus thomasi har gul tandemalj på framtändernas framsida.
Enligt Wilson & Reeder (2005) förekommer arten i Afghanistan eller södra Tibet. IUCN klassificerar populationen som synonym till Salpingotulus michaelis.
Arten lever troligtvis i öknar. Det är inget känt om levnadssättet.